# Keub
Der Keub, Keup, Kup, Küp, Kub, Küb, war ein Längenmaß im Königreich Siam. Die Maße schwankten in den Regionen.
- 1 Keub/Cobido = 12 Niou/Niuh (etwa 1 Spanne) = 96 Gran (Linien) (etwa 25 Zentimeter[1])
- 4 Keub = 2 Sock = 1 Ken